# Vila Nova da Baronia
Vila Nova da Baronia ist ein Ort und eine Gemeinde (freguesia) im Baixo Alentejo in Portugal. Die Gemeinde befindet sich im Landkreis von Alvito, mit einer Fläche von 128,3 km² und 1084 Einwohnern (Stand 19. April 2021). Dies entspricht einer Bevölkerungsdichte von 8,4 Einw./km². Die Landwirtschaft mit Korkeichen, Olivenbäumen und Weizenfeldern sowie Viehzucht stellt die Haupteinnahmequelle im Ort und in der Umgebung dar.

## Geschichte
Die erste Besiedelung der Gegend geht auf die Zeit der Kelten und später die Römer zurück. 300 Meter vom Ortskern entfernt befindet sich noch heute eine römische Brücke. Die Hauptkirche des Ortes Nossa Senhora da Assunção geht im Bau auf das 13.–14. Jahrhundert zurück. Im Inneren befinden sich besonders kunstvoll verzierte Fresken. Auch die Kapelle von Sant’ Águeda ist wegen der besonders künstlerischen Ausstattung bekannt.
Der Ort wurde vor dem 18. Jahrhundert auch Vila Nova de Alvito genannt und gehörte zum Einflussbereich des Barons Conde de Alvito. Deshalb war Vila Nova da Baronia auch von 1280 bis 1836 die Kreisstadt des Gebietes um Alvito.

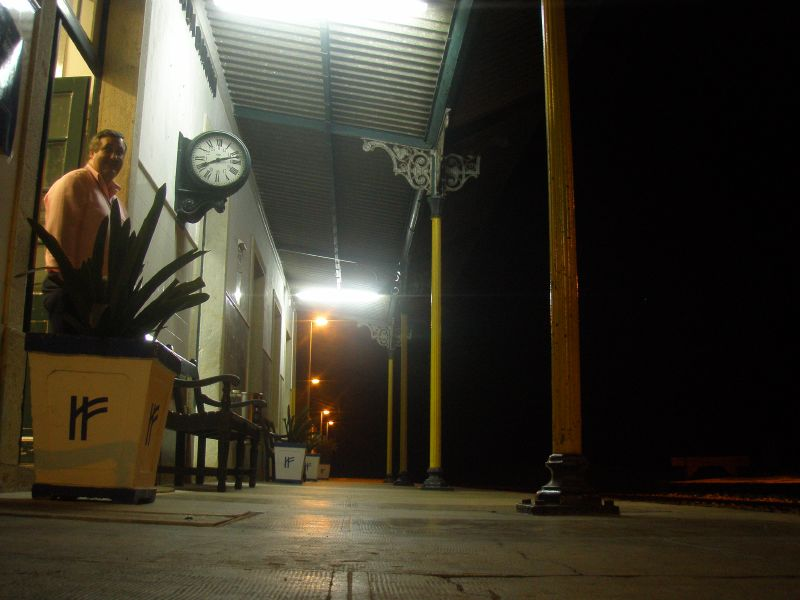
Nächtlicher Bahnhof von Vila Nova de Baronia
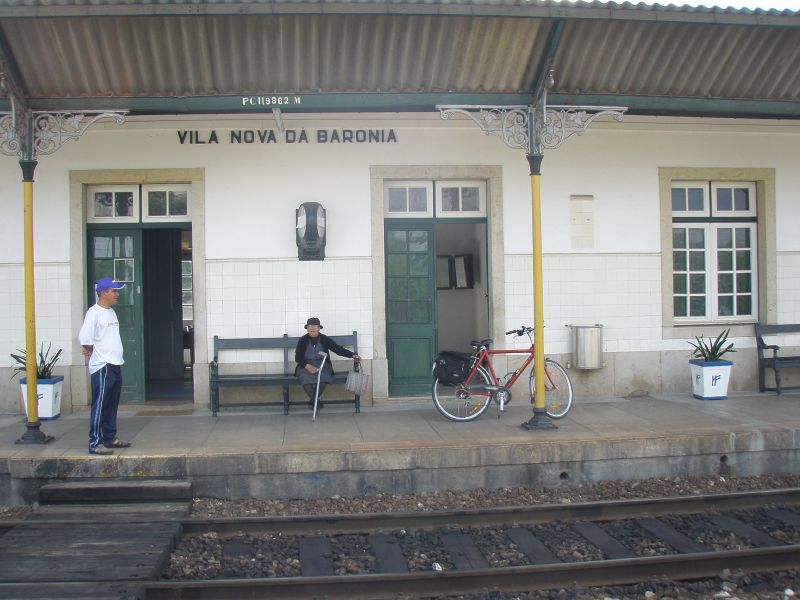
Warten auf den Zug im Bahnhof von Vila Nova de Baronia
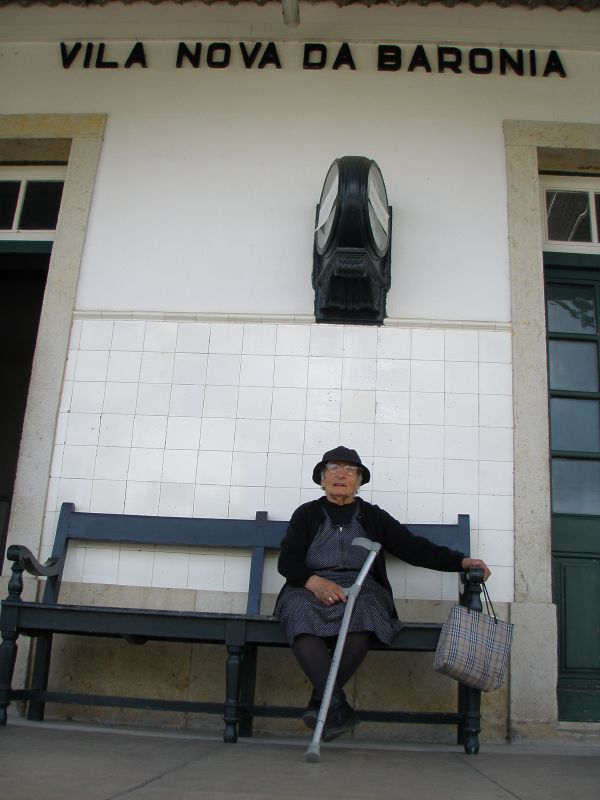
Bahnhof von Vila Nova de Baronia
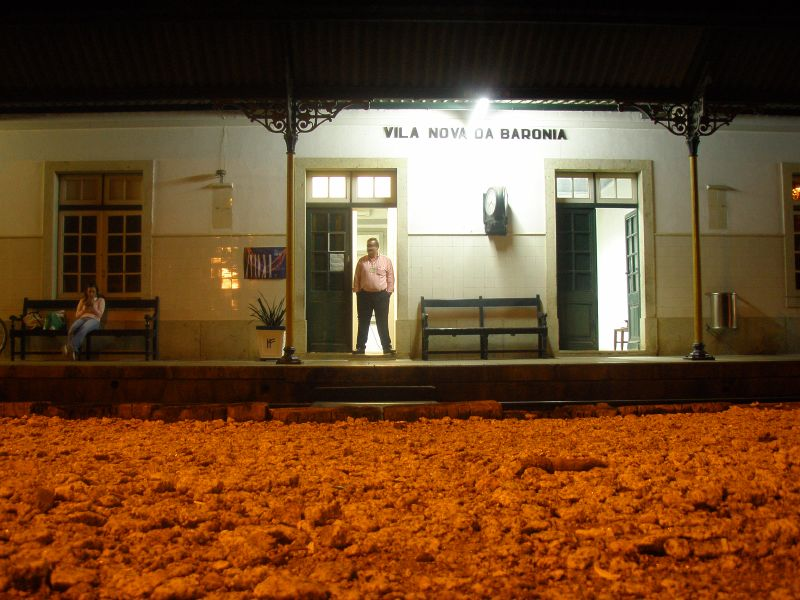
Bahnhof von Vila Nova de Baronia

Der Bahnhof von Vila Nova da Baronia liegt an der Linha do Alentejo. Es gibt hier tägliche Verbindungen nach Lissabon und in die Distrikthauptstadt Beja.